# Campsicnemus manaka
Campsicnemus manaka är en tvåvingeart som beskrevs av Neal L. Evenhuis 2003. Campsicnemus manaka ingår i släktet Campsicnemus och familjen styltflugor. Inga underarter finns listade i Catalogue of Life.